# آیومازنیل
آیومازنیل (انگلیسی: Iomazenil) یک آنتاگونیست و آگونیست معکوس جزئی بنزودیازپین و یک درمان بالقوه برای اختلال مصرف الکل است. آیومازنیل آنالوگ فلومازنیل است.